# Музей А. С. Пушкина в Гурзуфе
Музей А. С. Пушкина в Гурзуфе — один из отделов Крымского литературно-художественного мемориального музея-заповедника.
Находится на Южном берегу Крыма в поселке Гурзуф в доме, принадлежавшем генерал-губернатору Новороссии и Бессарабии герцогу Арману-Эммануэлю дю Плесси де Ришельё. Свой дом А.-Э. Ришельё построил в 1811 г. До 30-х годов XIX века дом был единственным европейским строением на всем южном побережье. В 1820 году в этом доме жил А. С. Пушкин. Экспозиция впервые открылась в 1938 году силами учёного-пушкиниста Б. В. Томашевского, заведующего Сектором пушкиноведения Пушкинского Дома и жившего летом в Гурзуфе. Официальный статус музея получен в 1989 году.

## История

### Дом Ришелье
В 1808 году Новороссийский генерал-губернатор герцог А.-Э.Ришельё, купил участок в татарской деревне Юрзуф. Осенью 1808 года, в западном конце участка, по проекту неизвестного одесского архитектора была начата постройка дома. Здание в «греческом стиле» в 2 этажа с мансардой было закончено в 1811 году. Это первое здание в европейском стиле в Гурзуфе и вообще на Южном берегу Крыма после присоединения Крыма к России. В тот год Ришелье последний раз посетил своё имение, а осенью 1814 года он покинул Россию. На рубеже 1810-х годов был заложен парк. К 1814 году к существующему участку прикупили ещё земли и имение увеличились до 280 десятин (около 305 гектаров), причём большая часть земель (примерно 2/3) располагалась в современном Ай-Даниле, а в самом Гурзуфе лежала меньшая часть имения. В этом доме неоднократно останавливались высокопоставленные гости: в 1816 году здесь гостил будущий император, великий князь Николай Павлович, в августе-сентябре 1820 года останавливалась семья Николая Раевского, с которыми путешествовал  Александр Пушкин. Позже, в том же году, в имении побывал И. М. Муравьёв-Апостол. 

### Пушкин и Крым — XIX век
Три недели А. Пушкин с Раевскими жил в Гурзуфе. По словам поэта это были одни из самых счастливых дней в его жизни. «В Гурзуфе, — отмечал А. Пушкин, — жил я сиднем, купался в море и объедался виноградом… Я любил, проснувшись ночью, слушать шум моря, — и заслушивался целые часы. В двух шагах от дома рос молодой кипарис; каждое утро я навещал его и к нему привязался чувством, похожим на дружество».

### История создания музея — XX век
Путь к созданию музея был долог. Большую роль в его создании сыграл крупнейший учёный-пушкинист Б. В. Томашевский. Еще в 1927 году, по его инициативе, на доме герцога Ришелье была установлена мемориальная доска в память о пребывании здесь великого поэта. В 1938 году открылась первая небольшая экспозиция.
Впервые музей был создан в 30-х годах 20 века, и на протяжении половины столетия боролся за своё право на существование многократно переходя «из рук в руки» по разным ведомствам. Сегодня экспозиция музея располагается в 6 залах и рассказывает о Крымском периоде жизни поэта, поэтических произведениях, написанных под влиянием крымских впечатлений. В залах представлены прижизненные издания Пушкина, предметы быта пушкинской эпохи и крымского быта начала XIX века. В 2007 году из личных вещей Б. В. Томашевского создан его мемориальный кабинет.
Хронология музея:
— 1938—1941 — Музей А. С. Пушкина в Гурзуфе
— 1989—1999 — отдел Ялтинского государственного историко-литературного музея;
— 1999 (июнь) — 2001 (март) — коммунальное предприятие «Музей А. С. Пушкина в Гурзуфе»;
— 2001 (март) — 2001 (октябрь) — учреждение культуры «Музей А. С. Пушкина в Гурзуфе»;
— 2001 (октябрь) — 2016 (август) — республиканский музей А. С. Пушкина (пгт Гурзуф)
— 2016 (август) — отдел «Музей А. С. Пушкина в Гурзуфе» ГБУК РК «Крымский литературно-художественный мемориальный музей-заповедник»

### Музей сегодня
Музей традиционно отмечает памятные пушкинские даты: февраль — день памяти А. С. Пушкина; май — конкурс юных чтецов и поэтов учащихся Большой Ялты; июнь — день поэзии и музыки в Гурзуфе; ноябрь — день памяти Б. В. Томашевского.
В сентябре музей совместно с Крымским центром гуманитарных исследований проводит конференции: Крымские международные пушкинские чтения, Дни Адама Мицкевича в Крыму. В  2018 году прошли XXV, юбилейные чтения под научным сопровождением  Кафедры русской и зарубежной литературы  Таврической академии Крымского федерального университета имени В. И. Вернадского.
На ремонт музея в 2021 году из бюджета было выделено 313,3 млн рублей на проведение реставрации, обновление материально-технической базы и приобретение экспонатов. Была решена проблема с доступом посетителей в музей, который находится на территории санатория "Пушкино". Теперь непосредственно прилегающая к зданию территория будет иметь статус публичного сервитута. Работы завершены к осени 2023 года.

## Структура и научная деятельность музея
Основным направлением научной работы музея является тема — «А. С. Пушкин и Крым», которая рассматривает вопросы, связанные с путешествием А. С. Пушкина по Крыму, его окружением; творчеством А. С. Пушкина Крымского периода, истории региона начала XIX века, истории дома А. Э. Ришельё в Гурзуфе и его владельцев, истории музея А. С. Пушкина в Гурзуфе.
Силами сотрудников музея подготовлены и изданы тематические буклеты, открытки, календари, путеводители по музею и Пушкинским местам Гурзуфа.
Регулярно публикуются в периодических изданиях статьи по тематике музея. Часть работ представлена на официальном сайте музея.
Музей предлагает экскурсионные программы: «По пушкинским местам Гурзуфа», «Рай полуденной природы…».